# Clematis lingyunensis
Clematis lingyunensis är en ranunkelväxtart som beskrevs av Wen Tsai Wang. Clematis lingyunensis ingår i släktet klematisar, och familjen ranunkelväxter. Inga underarter finns listade i Catalogue of Life.